# NGC 5475
NGC 5475 (другие обозначения — UGC 9016, MCG 9-23-33, ZWG 272.24, PGC 50231) — спиральная галактика (Sa) в созвездии Большая Медведица.
Этот объект входит в число перечисленных в оригинальной редакции «Нового общего каталога».